# قائمة الاغتيالات في مصر

## القائمة
| الشخصية                                          | تاريخ الحادث   | محل الواقعة                                  | المنفذ                                       | ملاحظات       |
| ------------------------------------------------ | -------------- | -------------------------------------------- | -------------------------------------------- | ------------- |
| بطرس غالي باشا "رئيس الوزراء"                    | 21 فبراير 1910 | أمام وزارة الخارجية بالقاهرة                 | إبراهيم الورداني                             | [ 1 ]         |
| أحمد ماهر باشا "رئيس الوزراء"                    | 24 فبراير 1945 | قاعةمجلس الشيوخ                              | محمود العيسوي والإخوان المسلمون              | [ 2 ]         |
| أمين عثمان باشا "وزير المالية"                   | 5 يناير 1946   | امام نادي رابطة النهضة                       | حسين توفيق أحمد                              | [ 3 ]         |
| أحمد الخازندار "قاضي"                            | 23 مارس 1948   | شارع رياض بحلوان                             | حسن عبد الحافظ ومحمود زينهم الإخوان المسلمين | [ 4 ]         |
| محمود فهمي النقراشي باشا "رئيس الوزراء"          | 28 ديسمبر 1948 |                                              | عبد المجيد أحمد حسن الإخوان المسلمين         | [ 5 ]         |
| حسن البنا "المرشد العام لجماعة الإخوان المسلمين" | 12 فبراير 1949 | أمام مقر جمعية الشبان المسلمين في شارع رمسيس |                                              | [ 6 ]         |
| مصطفى مشرفة "عالم فيزياء"                        | 15 يناير 1950  |                                              |                                              | [ 7 ]         |
| سميرة موسى "عالمة ذرة"                           | 15 أغسطس 1952  | كاليفورنيا ،الولايات المتحدة                 |                                              | [ 7 ]         |
| سمير نجيب "عالم ذرة"                             | 13 أغسطس 1967  | الولايات المتحدة                             |                                              | [ 7 ]         |
| محمد حسين الذهبي "وزير الأوقاف الأسبق"           | 7 يوليو 1977   |                                              | جماعة التكفير والهجرة                        | [ 8 ] [ 9 ]   |
| يوسف السباعي "أديب"                              | 18 فبراير 1978 | قبرص                                         | منظمة أبو نضال الفلسطينية                    | [ 10 ]        |
| يحيى المشد "عالم ذرة"                            | 13 يونيو 1980  | فندق في باريس                                | الموساد الإسرائيلي                           | [ 7 ]         |
| محمد أنور السادات "رئيس الجمهورية"               | 6 أكتوبر 1981  | مدينة نصر بالقاهرة                           | جماعة الجهاد الإسلامي                        | [ 11 ]        |
| سعيد السيد بدير "عالم اتصالات"                   | 14 يوليو 1989  | الإسكندرية                                   | الموساد الإسرائيلي                           | [ 7 ]         |
| رفعت المحجوب "رئيس مجلس الشعب"                   | 12 أكتوبر 1990 | كوبري قصر النيل                              | جماعة الجهاد الإسلامي                        | [ 12 ]        |
| فرج فودة "كاتب ومفكر"                            | 8 يونيو 1992   | امام الجمعية المصرية للتنوير                 | الجماعة الإسلامية                            | [ 13 ]        |
| هشام بركات "النائب العام"                        | 29 يونيو 2015  | النزهة بالقاهرة                              | الإخوان المسلمين                             | [ 14 ] [ 15 ] |

## محاولات اغتيال فاشلة
| الشخصية                                  | تاريخ الحادث   | محل الواقعة            | المنفذ           | ملاحظات |
| ---------------------------------------- | -------------- | ---------------------- | ---------------- | --- |
| جمال عبد الناصر "رئيس الجمهورية"         | 26 أكتوبر 1954 | المنشية، الإسكندرية    | الإخوان المسلمون | [ 16 ] |
| عاطف صدقي "رئيس مجلس الوزراء"            | 25 نوفمبر 1993 |                        |                  | [ 17 ] [ 18 ] |
| حسني مبارك "رئيس الجمهورية"              |                |                        |                  | أعلن عن تعرضه لخمس محاولات اغتيال في لندن عام 1983 "تخطيط لم ينفذ"، أديس أبابا عام 1989 "تخطيط لم ينفذ"، القاهرة عام 1994، أديس أبابا عام 1995، بورسعيد عام 1999.                                               |
| عمر سليمان "نائب رئيس الجمهورية"         |                |                        |                  | في فبراير 2011 أعلن عن تعرضه لمحاولة اغتيال أدت إلى وفاة اثنين من حراسه الشخصيين وسائقه الخاص |
| محمد إبراهيم مصطفى "وزير الداخلية"       | 5 سبتمبر 2013  |                        |                  | [ 22 ] |
| الشيخ / علي جمعة "مفتي الجمهورية السابق" | 5 أغسطس 2016   | مدينة السادس من أكتوبر |                  | محاولة إغتيال الشيخ أثناء خروجه من منزله للصلاة في المسجد ونجا من هذا الإغتيال، بينما تبادل حراس الشيخ مع الملثمون بإطلاق النار وأصيب أحد حراس الشيخ بطلق ناري في قدمه وفر الملثمون مستقلين سيارة كانت تنتظرهم. |
| عبد الفتاح السيسي "رئيس الجمهورية"       |                |                        |                  | في 20 نوفمبر 2016 أعلن عن تعرضه لمحاولتي اغتيال، الأولى كانت عندما كان يزور السعودية لتأدية مناسك العمرة، والثانية داخل مصر وتم إحباط كلا المحاولتين.                                                           |
| صدقي صبحي "وزير الدفاع"                  | 19 ديسمبر 2017 |                        |                  | مطار العريش الدولي - العريش |
| مجدي عبد الغفار "وزير الداخلية"          | 19 ديسمبر 2017 |                        |                  | مطار العريش الدولي - العريش |
| مصطفى النمر "مدير أمن الإسكندرية"        | 24 مارس 2018   |                        |                  | الإسكندرية |

## وفيات في حوادث غامضة
| الشخصية                                                            | تاريخ الحادث   | محل الواقعة                                                   | المنفذ | ملاحظات |
| ------------------------------------------------------------------ | -------------- | ------------------------------------------------------------- | ------ | ------- |
| عبد الحكيم عامر "وزير الدفاع"                                      | 13 سبتمبر 1967 | المريوطية بالجيزة                                             |        |         |
| الليثي ناصف "قائد الحرس الجمهوري المصري"                           | 24 أغسطس 1973  | بناية ستوارت تاور بمنطقة مايدا فاليل، لندن، المملكة المتحدة   |        | [ 27 ]  |
| أحمد بدوي "وزير الدفاع"                                            | 2 مارس 1981    | سيوة، محافظة مطروح، مصر                                       |        | [ 28 ]  |
| صلاح قاسم "رئيس أركان المنطقة العسكرية الغربية"                    | 2 مارس 1981    | سيوة، محافظة مطروح، مصر                                       |        | [ 28 ]  |
| على فايق صبور "قائد المنطقة الغربية"                               | 2 مارس 1981    | سيوة، محافظة مطروح، مصر                                       |        | [ 28 ]  |
| جلال سري "رئيس الهيئة الهندسية للقوات المسلحة"                     | 2 مارس 1981    | سيوة، محافظة مطروح، مصر                                       |        | [ 28 ]  |
| أحمد فواد "مدير إدارة الإشارة"                                     | 2 مارس 1981    | سيوة، محافظة مطروح، مصر                                       |        | [ 28 ]  |
| عطية منصور "رئيس هيئة الإمداد والتموين"                            | 2 مارس 1981    | سيوة، محافظة مطروح، مصر                                       |        | [ 28 ]  |
| محمد حشمت جادو "رئيس هيئة التدريب"                                 | 2 مارس 1981    | سيوة، محافظة مطروح، مصر                                       |        | [ 28 ]  |
| محمد أحمد المغربي "نائب رئيس هيئة التنظيم والإدارة للقوات المسلحة" | 2 مارس 1981    | سيوة، محافظة مطروح، مصر                                       |        | [ 28 ]  |
| فوزى الدسوقى "مدير إدارة الأشغال العسكرية والإبرار"                | 2 مارس 1981    | سيوة، محافظة مطروح، مصر                                       |        | [ 28 ]  |
| محمد حسن "مدير إدارة المياه"                                       | 2 مارس 1981    | سيوة، محافظة مطروح، مصر                                       |        | [ 28 ]  |
| محمد السعدي عمار "رئيس هيئة عمليات القوات المسلحة"                 | 2 مارس 1981    | سيوة، محافظة مطروح، مصر                                       |        | [ 28 ]  |
| محمد أحمد وهبي "من هيئة عمليات القوات المسلحة"                     | 2 مارس 1981    | سيوة، محافظة مطروح، مصر                                       |        | [ 28 ]  |
| مازن مشرف "من هيئة عمليات القوات المسلحة"                          | 2 مارس 1981    | سيوة، محافظة مطروح، مصر                                       |        | [ 28 ]  |
| ماجد مندور "من هيئة عمليات القوات المسلحة"                         | 2 مارس 1981    | سيوة، محافظة مطروح، مصر                                       |        | [ 28 ]  |
| جمال حمدان "عالم جغرافيا"                                          | 17 أبريل 1993  |                                                               |        | [ 7 ]   |
| سعاد حسني "ممثلة"                                                  | 21 يونيو 2001  | بناية ستيوارت تاور بمنطقة مايدا فاليل ، لندن، المملكة المتحدة |        | [ 29 ]  |
| أشرف مروان "سياسي سابق ورجل أعمال"                                 | 27 يونيو 2007  | لندن، المملكة المتحدة                                         |        | [ 30 ]  |